# Marwa
Marwa (in alfabeto arabo: مروة) è un nome proprio di persona arabo femminile.

## Varianti in altre lingue
- Turco: Merve[1]

## Origine e diffusione
Riprende un termine arabo indicante la pietra focaia oppure un tipo di pianta profumata (gli stessi significati a cui potrebbe fare riferimento anche il nome Marwan). Marwa (o al-Marwa) è inoltre una collina sacra che sorge nella Mecca.

## Persone
- Marwa Amri, lottatrice tunisina
- Marwa Hussein, martellista egiziana
- Marwa Loud, cantante francese

### Variante femminile Merve
- Merve Boluğur, attrice e modella turca
- Merve Çağıran, attrice turca
- Merve Dalbeler, pallavolista turca